# Joseph P. Reidy
Joseph Patrick Reidy (nacido en 1948) es un historiador estadounidense, especializado en la Guerra de Secesión Estadounidense. Es profesor emérito y rector asociado jubilado de Universidad Howard.
Reidy obtuvo una licenciatura en sociología de Universidad Villanova, seguida en 1974 por una maestría de Universidad del Norte de Illinois con su tesis titulada Negro election day and the New England Black community, 1750-1865 (El día de las elecciones negras y la comunidad negra en Nueva Inglaterra, 1750-1885). En 1982, obtuvo su doctorado en Historia, también de la Universidad del Norte de Illinois, con una tesis titulada Masters and slaves, planters and freedmen: the transition from slavery to freedom in central Georgia, 1820-1880 (Amos y esclavos, hacendados y libertos: La transición de la esclavitud a la libertad en el centro de Georgia, 1820-1880).

## Obras
- Illusions of Emancipation: The Pursuit of Freedom and Equality in the Twilight of Slavery (Ilusiones de emancipación: La búsqueda de la libertad e igualdad en el crepúsculo de la esclavitud), University of North Carolina Press (2019)
- From Slavery to Agrarian Capitalism in the Cotton Plantation South, Central Georgia 1800-1880 (De la esclavitud al capitalismo agrario en las plantaciones de algodón del sur y centro de Georgia, 1800-1880), University of North Carolina Press (1995)[7]
- Co-editor con Ira Berlin y Leslie S. Rowland, The black military experience (La experiencia militar negra), como parte del libro Freedom: A Documentary History of Emancipation, 1861-1867 (Libertad: Historia documentada de la emancipación, 1861-1867), Cambridge University Press, 2010

## Premios y honores
- Marzo de 2020 - Premio Bancroft de la Universidad de Columbia por Illusions of Emancipation: The Pursuit of Freedom and Equality in the Twilight of Slavery[8][9]
- 2020 - Premio Gilder Lehrman Lincoln, finalista por Illusions of Emancipation: The Pursuit of Freedom and Equality in the Twilight of Slavery [10]